# Ga Vành Đai 3 (Tuyến 2A, Hà Nội)
Ga Vành Đai 3 là một nhà ga tàu điện trên tuyến Tuyến số 2A và Tuyến số 5 (đang được lên kế hoạch xây dựng) thuộc hệ thống Đường sắt đô thị Hà Nội, nằm trên đường Nguyễn Trãi, phường Thanh Xuân Trung, quận Thanh Xuân, Hà Nội.

## Lịch sử
- 6 tháng 11 năm 2021: Đi vào hoạt động với việc khánh thành Tuyến số 2A: Cát Linh – Hà Đông [2][3]

## Cấu trúc

### Tuyến 2A (2F)
| 2F Tầng ke ga                   | Ke ga bên, cửa sẽ mở ở bên phải                     | Ke ga bên, cửa sẽ mở ở bên phải                                         |
| Ke ga 1                         | ← T2A Tuyến 2A đi Thượng Đình (Hướng đi Cát Linh)   |                                                                         |
| Ke ga 2                         | T2A Tuyến 2A đi Phùng Khoang (Hướng đi Yên Nghĩa) → |                                                                         |
| Ke ga bên, cửa sẽ mở ở bên phải |                                                     |                                                                         |
| 1F Tầng trung chuyển            | Tầng 1                                              | Khu bán vé, khu thương mại, khu kỹ thuật, lối lên xuống và cổng soát vé |
| G                               | Mặt đất                                             | Lối lên xuống                                                           |

### Tuyến 8 (-)
Hiện đang được lên kế hoạch xây dựng.

## Xung quanh nhà ga
- ZenTower Hà Nội
- Ủy Ban Quận Thanh Xuân
- Trường THPT Trần Hưng Đạo
- Khoa Tiếng Anh, Trường Đại học Mở Hà Nội
- Cục Sở Hữu Trí Tuệ
- Trường Đại học Khoa học Tự nhiên, Đại học Quốc gia Hà Nội
- Trường Đại học Khoa học Xã hội và Nhân văn, Đại học Quốc gia Hà Nội
- Trường THPT chuyên Khoa học Xã hội và Nhân văn, Trường Đại học Khoa học Xã hội và Nhân văn, Đại học Quốc gia Hà Nội
- Nút giao Thanh Xuân, Đường Vành đai 3
- Công ty Cổ phần bóng đèn phích nước Rạng Đông
- Trường Tiểu học Nguyễn Tuân
- Học Viện Khoa Học Xã Hội
- Công an Phường Thanh Xuân Bắc

## Hình ảnh

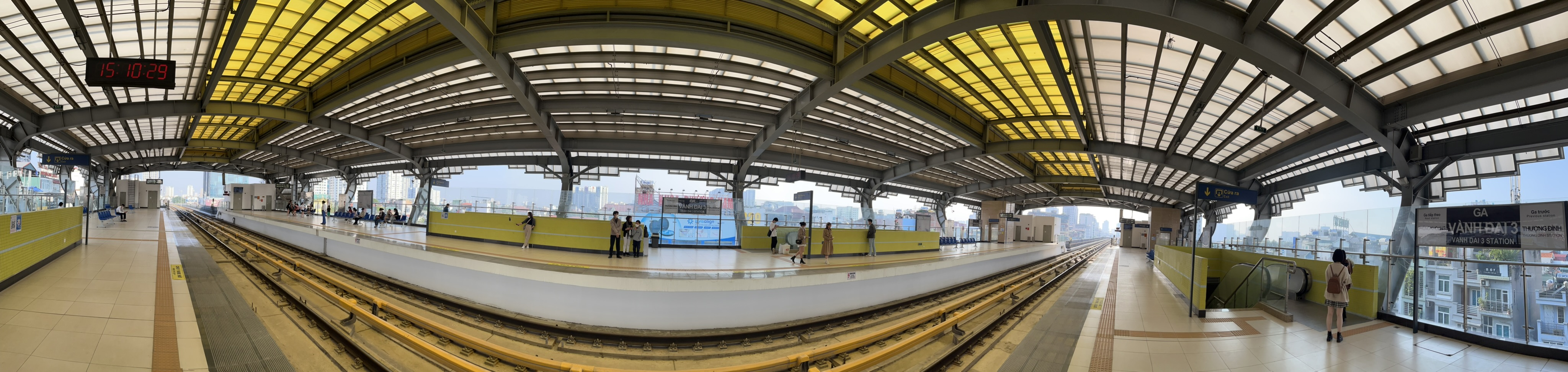
Góc ảnh rộng trên sân ga Vành đai 3, tuyến 2A